# 7166 Kennedy
7166 Kennedy là một tiểu hành tinh vành đai chính được phát hiện bởi Edward L. G. Bowell ở trạm Anderson Mesa thuộc Đài thiên văn Lowell in Flagstaff, Arizona, ngày 10 tháng 10 năm 1985. Initially designated 1985 TR, it was named ngày 8 tháng 8 năm 1998 in memory of Malcolm Kennedy (1944-1997), Secretary thuộc Astronomical Society of Glasgow , who died in a road accident ở Hungary, ngày 18 tháng 11 năm 1997, ngày a mercy mission carrying aid to eastern Europe. Born và raised ở New Zealand, Kennedy became a civil engineer in Scotland. He was an energetic member thuộc Free Church ở Cumbernauld, gần Glasgow. As secretary of the ASG, he ensured that meetings ran smoothly, enlivening them with wordplay và puns.